# Marc Fulvi Flac (decemvir)
Marc Fulvi Flac (en llatí Marcus Fulvius Flaccus) va ser un magistrat romà que va viure als segles III i II aC. Formava part de la gens Fúlvia, d'origen plebeu, una de les gens romanes més il·lustres de Roma.
Va ser un dels Decemviri Agro Samniti Appuloque metiendo dividendoque, nomenats l'any 201 aC. Es va casar amb Sulpícia filla de Gai Sulpici Patercle.